# Цахури
Цахури су кавкаски народ, који претежно живи у Азербејџану и Русији (аутономна република Дагестан). Већином су исламске вероисповести, а говоре цахурским језиком, који спада у дагестанску групу севернокавкаске породице језика.
Укупно их има око 16.000, од тога у Азербејџану око 10.000, а у Русији око 5.000. 